# 天外奇蹟
是一部2009年的3D電腦動畫動作喜劇冒險電影，由美國皮克斯動畫工作室製作、華特迪士尼影業發行。該片由皮特·多克特負責執導，爱德华·阿斯纳、克里斯托弗·普卢默和约翰·拉岑贝格尔配音演出。電影劇情圍繞年邁的老人卡爾（Carl）和童子军小羅（Russell）為中心，為了履行已故妻子艾莉的承諾，卡爾他們前往南美冒險，一路上，他們遇到了一隻會說人話的狗小逗（Dug）與稀有彩色巨鳥凱文（Kevin），並講述卡爾在冒險的過程和心理變化。
本片最初名為《Heliums》，是多克特於2004年根據生活變得太煩人，想逃離的幻想構思出《天外奇蹟》的大綱。他和其他11位皮克斯藝術家在委內瑞拉花了三天時間收集研究和靈感。角色的設計被漫畫化和風格化，動畫師面臨著創造逼真布料的挑戰。這是皮克斯第一部以迪士尼數位3D系統（Disney Digital 3-D）格式放映的電影。《天外奇蹟》於2009年5月13日曾於紐約Comic-Con展試映前45分鐘，後在第62屆坎城影展首映，並於5月29日在美國上映。憑藉其人物、主題、敘事、音樂獲得媒體的一致好評，特別是開場巧妙利用蒙太奇連結卡爾和艾莉的人生過程。國家評論協會和美國電影協會等組織將《天外奇蹟》評為2009年十大電影之一。它在全球獲得約7.351 億美元的票房收入，在2009年票房收入第六高的電影，在第82屆奧斯卡頒獎典禮上，《天外奇蹟》獲得了包括最佳影片在內的五項提名，成為繼《美女與野獸》之後的第二部入圍最佳影片的動畫片。最終在奧斯卡上獲得最佳動畫長片與最佳原創音樂等獎項。

## 情節
主角是78歲的卡爾爺爺，當卡爾還是一個孩子，遇見有著同樣夢想的女孩艾莉（Ellie），他們一同在中西部城鎮裡長大，最後結婚了。艾莉總是夢想著到南美洲探險，但機會尚未來到卻已病逝。
現在政府官員興建大樓計畫，要求卡爾搬離住處，最終卡爾決定實現艾莉的承諾，帶著屋子離開前往南美。當中意外地一位八歲南亞裔童子军（Russell）為了收集最後一個幫助老人的徽章，誤打誤撞搭上這座屋，於是兩個素不相識的兩人，面臨險惡的地形，難以預測的危機，展開一場荒野的叢林冒險之路。
途中沒多久即遇到暴風雨慌亂之餘，卡爾再度醒來發現已抵達南美洲仙境瀑布附近。兩人於是徒步前往對岸山谷，遇見喜愛吃巧克力稀有巨鳥凱文（Kevin），以及會說人話的狗（Dug），一同踏上旅程。隨後，發現凱文是狗群所獵捕的目標，並且指使狗的主人正是卡爾小时候崇仰的冒險家查理斯·蒙茲（Charles Muntz）。查理斯為向世人證明巨鳥的存在，已在此進行追捕多年，曾經阻礙他的各種冒險者們都被陷害於他的手上，察覺卡爾隱瞞巨鳥的實情，而對他們展開攻擊。藉由小逗幫助，才得以從眾狗追擊下逃脫。
卡爾想盡快抵達「仙境瀑布」，完成艾莉的心願，但凱文因救大家腳被咬傷，小羅覺得應該先帶凱文回她孩子身邊，卡爾猶豫下終究妥協先帶凱文。小逗身上的追蹤器，讓查理斯很快地找到他們，且放火燒掉卡爾的房子，卡爾情急之下選擇滅火，導致凱文被查理斯捉走。心愛的房子被燒，卡爾不顧與小羅的承諾救出凱文，執著前往仙境瀑布。抵達後，卡爾靜下來翻閱艾莉的冒險日記，才明瞭艾莉與他已走過一生的冒險，是時候開始他另一個新的旅程。
卡爾醒悟後決定與小羅救出凱文，小羅卻因卡爾不守誓言綁著氣球獨自前往。為讓沉重的房子再度飄起，卡爾將屋內的所有家具拋下，放下一切，追逐查理斯的飛行船。隨後，卡爾和小羅以及小逗分別地闖入飛行船，成功救出凱文，而查理斯在打鬥中從高空摔落墜入海中，卡爾的房屋也在此失去。最後順利將凱文送回，兩人與小逗搭著飛行船回家。在徽章頒獎典禮上，卡爾親自為小羅別上艾莉的專屬徽章，兩人也同住在一起。而卡爾與艾莉的飛屋幸運地停留在仙境瀑布上，完成艾莉的心願。

## 配音員
| 配音                        | 配音          | 配音     | 配音        | 角色                             |
| 美國                        | 台灣          | 香港     | 中國大陸    | 角色                             |
| --------------------------- | ------------- | -------- | ----------- | -------------------------------- |
| 爱德华·阿斯纳               | 林照雄        | 許冠文   | 袁國慶      | 卡爾·費迪遜（Carl Fredricksen）  |
| 克里斯托弗·普卢默           | 胡立成        | 余子明   | 戴學廬      | 查理斯·蒙茲（Charles F. Muntz）  |
| 喬治·永井                   | 王子仁        | 黎正橋   | 蔡佳偉      | 小羅（Russell）                      |
| 鮑伯·彼得森                 | 李勇          | 黎耀祥   | 翟巍        | 小逗（Dug）                      |
| 鮑伯·彼得森                 | 姜先誠        |          | 程玉珠      | 發哥（Alpha）                    |
| 皮特·多克特                 | 使用原音      | 使用原音 | 使用原音    | 凱文（Kevin）                    |
| 伊麗莎白·達克特             | 曾湘彤        | 陳潤民   | 佘吳斌      | 艾莉（Ellie）                    |
| 德尔罗伊·林多               | 陳旭昇        |          | 倪康        | B咖（Beta）                      |
| 傑洛米·拉夫特               | 夏治世        |          | 海帆        | 馬弟（Gamma）                    |
| 约翰·拉岑贝格尔             | 陳宗岳        |          | 吳磊        | 湯姆（Tom）                      |
| 大衛·凱恩                   | 康殿宏        |          | 海帆        | 新聞主播（The News Aounnouncer） |
| 丹尼·曼                     | 康殿宏        |          | 胡平智      | 史蒂芬（Steve）                  |
| 米琪·麥克格勞               | 姜瑰瑾        |          | 嚴麗禎      | 伊迪絲（Edith）                  |
| 傑斯·哈內爾 唐納德·富里拉弗 | 姜先誠 柳超堅 | 鄭展晴   | 吳磊 程玉珠 | 喬治和AJ（George and A.J）       |

## 製作

### 故事

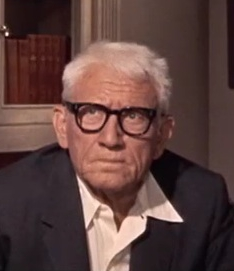
主角卡爾爺爺設計角色參考人物史賓塞·屈賽

導演皮特·多克特說明構想，電影情節走向主角處於不安於世的生長環境下，長大後逃脫現實生活，轉往刺激奇幻冒險之旅。導演和編導鮑伯·彼得森同樣認為老人作為主角是個好想法，他們覺得老人的經驗與經歷，會用一種幽默的智慧反映出對世界的觀點。導演並不擔憂以老人作為主角，更描述孩童與卡爾之間的爺孫關係。兩位導演都同意用飛屋，來帶出奇幻逃脫現實的概念。 導演畫下性情乖戾的老人，帶著微笑的汽球，來激發出該如何使房屋飛起。
電影於2004年開始編寫，演員兼編劇托马斯·麦卡锡也幫忙導演多克特和彼得森三個月，小羅角色是在最後所有角色加入後再編寫的。
導演多克特提到電影投射出他與迪士尼元老們的友誼關係，弗兰克·托马斯、奥利·约翰斯顿和乔·格兰特，格兰特曾在2005年逝世前給予本片劇本批准和修改建議。導演回憶起格兰特提醒他，觀眾需要有著「深厚情感」基礎後，能更進入所面臨的奇特冒險，藉此導演將卡爾為緬懷妻子而展開一連串的故事。導演認為格兰特個人對卡爾已故妻子艾莉的情感，超過主角卡爾爺爺本身。卡爾爺爺設計原型是結合史賓塞·屈賽和沃尔特·马修兩位老演員，取自於他們「古怪個性中帶些可愛」的特質。卡爾與男孩小羅的關係反映出「他尚未準備好迎接這小孩所帶來炫風般的衝擊，如同觀眾一樣。」 導演增加「年紀成長」母題與「未完成的愛情故事」，在卡爾的行為中仍在想著他離開的老婆，靈感來自《北非諜影》與，兩部當中所提主角逝去某物而期望著「復活再生（resurrection）」故事，也為冒險旅程添加一些目的。
導演多克特與製片指出創作靈感，部份來自宮崎駿的動畫、《大青蛙布偶秀》、《小飛象》和《小飛俠》，同時大量參考了《綠野仙蹤》，甚至試圖讓《天外奇蹟》劇情不那麼相似。 片中有一場景畫面，卡爾爺爺和小羅拖著飄浮的飛屋穿越叢林，與的《陸上行舟》相似，導演看過此片，再結合1986年的電影《教會》（The Mission）作進一步的靈感。導演有意讓迈克尔·贾基诺擔任電影作曲，先前製作過《超人特攻隊》與《料理鼠王》的配樂師，向電影《教會》的義大利作曲家致敬。

### 設計

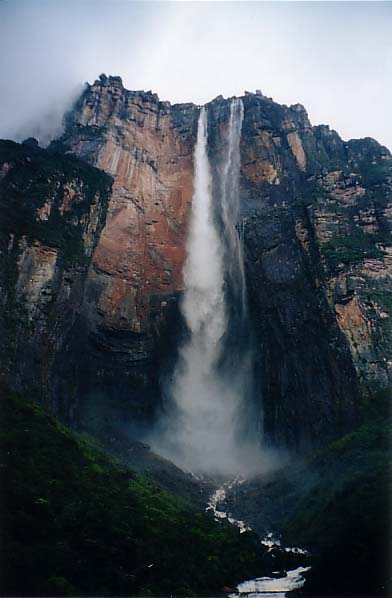
仙境瀑布的原型：安赫尔瀑布

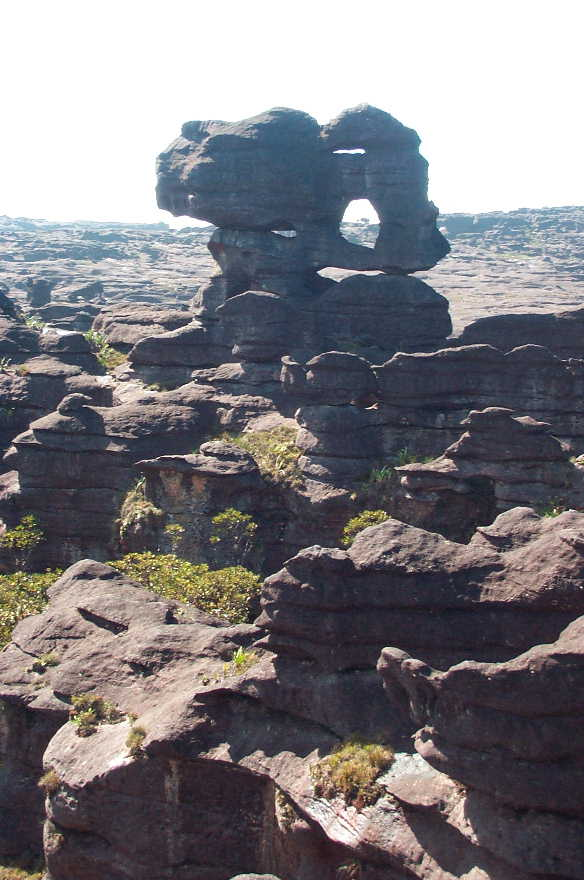
導演與皮克斯工作者來到特普伊山脈作田野調查

原先設計卡爾爺爺飄至荒島，隨後導演覺得過於陳腔濫調，而在觀看特普伊（tepui）山的景觀影片後，決定至委內瑞拉取景。其中，片中的“仙境瀑布”取材于委内瑞拉东南部、卡罗尼河支流卡劳河的源流丘伦河上的安赫尔瀑布，片中的平顶山则取材于罗赖马山。
2004年導演帶著11位皮克斯工作者，前去實景場勘，花費三天時間繪圖草稿。
至巴西鄉野調查，觀察當地植物與岩層紋理。角色設計也充滿挑戰性，配合超現實的叢林環境，同時又得呈現真實感。
皮克斯在角色造型設計上想要追求一種風格感，特別像是卡爾爺爺身體比例設計，讓風格化的角色仍擁有自然感。而成效結果比在《玩具總動員》裡真實感的人類更好，減少觀看時所造成的「恐怖谷」（uncanny valley）效應。 美國漫畫家阿尔·赫希菲尔德、汉克·凯查姆和乔治·布思影響電影的角色設計。模擬出一萬個氣球漂浮，與寫實的白雲和卡通化的人類做結合並不容易。新的計算程序更模擬出，大鳥角色凱文（Kevin）身體閃亮的羽毛反射天空的雲朵。 為揣摩老人姿體動作，皮克斯工作者觀察自己的父母與爺爺奶奶，還觀看老人奧林匹亞運動會（Senior Olympics）。

## 發行
- 《天外奇蹟》是首部採用迪士尼數位3D系統（Disney Digital 3-D）技术製作的皮克斯動畫電影。
- 依皮克斯動畫電影慣例，正片放映前會播放動畫短片。本次的短片《晴時多雲》（Partly Cloudy）由曾在《料理鼠王》中献声老鼠“大米”（Emile）一角的彼得·索恩執導，讲述云朵和鹳鸟间的小故事。[17]
- 本片DVD的附赠短片是《逗逗的特殊使命》，讲述逗逗在遇到卡尔和小罗之前的故事。
- 本片的3D版在2014年12月24日在掌上游戏机任天堂3DS的网络商店任天堂eShop上发售。原先只在日本地区eShop上销售，后在其他地区有发售3D的蓝光版本[18]。

## 票房
北美方面，本片最终票房为2.93亿美元。全球票房为7.35亿美元。
台灣方面，最終全台票房為新台幣1.63億元。

## 評價
《天外奇蹟》整體得到相當良好的評價。截至2009年8月1日，知名評論網站爛番茄裡，基於195篇評論，高達97%的影評給予正面的評價，10分平均得到8.6分。網站影評家共識寫道：「《天外奇蹟》是一部令人興奮、有趣、令人心酸的冒險片，用機智和富有深度的安排，講述了一個無懈可擊的故事，也是皮克斯的另一個視覺盛宴。」專業影評網站Metacritic當中，平均100分獲得88分的高分評價。美國影評人權威羅傑·艾伯特將本片榮獲四顆星傑出滿分。中国大陆知名影评社区时光网中也给出了这样的评价：“一部让人类重新审视自己的电影”。
2022年5月，本片在Metacritic列出的影史百大動畫電影排名中名列第30名。《IndieWire》列出21世紀最佳41部動畫電影名冊裡，本片排名第18名。漫畫書資源網的馬迪辛•艾斯皮諾札（Madisyn Espinoza）於2022年8月評選「10部成年後會更感傷的迪士尼動畫電影」，《天外奇蹟》因為劇中呈現艾莉遭遇流產、卡爾經歷喪偶的悲痛經驗，位居該名冊第8名。

## 插曲
在美國放映期間除了獲得廣泛好評外，其中一起小事也引來了媒體的興趣。6月時，一名居住於加利福尼亞州亨廷頓比奇的10歲女孩患上末期血管癌，而其死前的願望就是能「活到看完這套動畫」。但由於其病情急劇惡化，因此無法離家到電影院觀賞。其中一名親戚的朋友聯絡上皮克斯並希望能安排一次私密放映。皮克斯接受了有關邀請，派出了員工飛抵這女孩的家，並帶來了尚未推出的本片的DVD及一些人物造型玩具。當時由於癌症所帶來的痛楚，女孩連睜開雙眼也覺無力，只能由其母親代為口述故事情節直至完場。小女孩約於放映會7小時後離開人世。
美国钉子户伊迪丝·梅斯菲尔德的房子也被迪士尼作为该片的宣传卖点。

## 趣聞
電影中一位小女孩的家中曾出現《玩具總動員3》的熊抱哥玩具，這是在為皮克斯的下一部電影《玩具總動員3》做提前宣傳。
電影中的小逗的登場是為了向迪士尼角色布魯托致敬，其中小逗還擺出跟與布魯托相同的指引姿勢。
劇中的反派查理斯·蒙茲（Charles Muntz），名稱參考自過去讓華特迪士尼失去幸運兔奧斯華的環球影業經理查理斯·明茲（Charles Mintz）。

## 相关作品
- 逗逗的特殊使命
- 喬治與A.J.（英语：George and A.J.）
- 小逗的日子
- 卡爾有約

## 外部連結
- 官方網站（繁體中文）
- 官方網站（繁體中文）
- 互联网电影数据库（IMDb）上《天外奇蹟》的资料（英文）
- AllMovie上《天外奇蹟》的资料（英文）
- 大卡通資料庫上《天外奇蹟》的資料（英文）

- Box Office Mojo上《天外奇蹟》的資料（英文）
- 豆瓣电影上《天外奇蹟》的資料 （简体中文）
- 爛番茄上《天外奇蹟》的資料（英文）
- Metacritic上《天外奇蹟》的資料（英文）

| 上一届： 博物館驚魂夜2            | 2009年全美週末票房冠軍 5月29日-5月31日 | 下一届： 醉後大丈夫             |
| 上一届： 哈利波特－混血王子的背叛 | 2009年台北週末票房冠軍 7月31日-8月2日  | 下一届： 特種部隊：眼鏡蛇的崛起 |
| 上一届： 哈利波特－混血王子的背叛 | 2009年香港一週票房冠軍 7月27日-8月16日 | 下一届： Laughing Gor之變節     |